# Španjolsko osvajanje iberske Navare

Španjolsko osvajanje Iberskog dijela Navare je započeo Ferdinand II. Aragonski (Ferdinand Katolički),  a završio Karlo I. od Španjolske u nizu vojnih pohoda su razdoblju 1512. – 1524., dok je rat u Donjoj Navari trajao sve do 1528. 
Ferdinand Katolički je 1512. bio i kralj Aragona i regent Kastilje. Kada je papa Julije II. proglasio Svetu ligu protiv Francuske krajem 1511., Navara je pokušala ostati neutralna. Ferdinand je to iskoristio kao izgovor za napad na Navaru, osvajivši je dok je njezin potencijalni zaštitnik Francuska bila opsjedana od strane Engleske, Venecije i Ferdinandovih talijanskih vojski.
Bilo je nekoliko pokušaja za oslobađanjem iberijske Navare od kastilske vlasti nakon invazije (1512.),  osobito neodlučni pokušaj rekonkviste godine 1516. i punopravni francusko-navareški pohod godine 1521. Svi su bili poraženi od Španjolaca, a sukobi su zaustavljeni na sjeveru Pirineja godine 1528., kada su se španjolski vojnici povukli iz onoga što je danas Donja Navara. Sporazumom iz Cambraia između Španjolske i Francuske 1529. Zapečaćena je podjela Navare duž Pireneja, dok je neovisna Kraljevina Navara preživjela u Donjoj Navari gdje su nastavili vladati nasljednici Albreta ujedinjeni sa svojom kneževinom Béarn, pokazujući bliske veze s Francuskom. Kraljevstvo se integriralo u Francusku godine 1620. (iako nominalno tek 1790. nakon francuske revolucije i ukidanja starih feudalnih entiteta).

## Pozadina
Navara je zaglibila u nestabilnosti oko prijestolja od sredine 15. stoljeća. Istodobno Navara je bila podijeljena na dvije glavne i zaraćene strane: na Beaumonte i Agramonte, s posljedicama kako unutar tako i izvan Navare te je podlijegala vanjskim uplitanjima.
Kad se Katarina I. od Navare udala za Ivana III. Albreta, mnogi u Navari su osporavali ovaj aranžman. Počevši 1474. kralj-pratitelj Kastilje, Ferdinand II. od Aragona pokrenuo je kombinaciju saveza i vojnih pritisaka s ciljem zauzdavanja susjednih kraljevstava, de facto pretvarajući Navaru godine 1476. u protektorat Kastilje. Međutim, sljedeće desetljeće, aragonski kralj i kraljica Izabela I. od Kastilje usmjerili su svoju vojnu inicijativu na definitivno pokoravanje Granade nakon desetogodišnjeg rata (1492.), tako da je Kastilja pripojila emirat i privela kraju rekonkvistu. Nakon pada Granade, pritisak na Navaru se intenzivirao.

Nakon smrti Izabele I. od Kastilje godine 1504., Ferdinand II. od Aragona neočekivano se oženio francuskom princezom Germaine od Foixa, kćeri potražitelja na prijestolje Navare, Ivana Foixa, vikonta od Narbonne, tako da je bilo koje od djece iz Ferdinandova braka moglo zahtijevati krunu Navare. Od godine 1507., s Ferdinandom opet u ulozi regenta Kastilje, prkosni grof od Lerína Louis Beaumont, Ferdinandov ključni saveznik u Navari, pobunio se, zajedno s drugim velikašima iz stranke Beaumont, ali kraljevska vlast – Katarina i Ivan III. – upozorila je Ferdinanda da ovaj put zahtjevi od grofa od Lerina ne će biti prihvaćeni. Nakon godine primirja, godine 1508. kruna je pokrenula ofenzivu da uguši grofov ustanak. Lerín je bio okupiran, a grof teško poražen. :20 – 21
Navareške vlasti su se borile za postizanje diplomatske ravnotežu na dva fronta, ali su nepovoljni novi vjetrovi puhali i iz Francuske. Ferdinand i kralj Luj XII. su se slagali nakon Ferdinandove ženidbe s Germaine od Foix. Francuski kralj je vršio pritisak na Albretse da odustanu od svojih kneževina izvan Navare - Béarna, Bigorre, Foix, itd. - ali je naišao njihovo jako odbijanje. Godine 1507. Sabor Navare je imenovao diplomatsku radnu skupinu za Francusku na čelu s Juanom de Jaso - predsjednikom kraljevskog vijeća Navare i ocem sv. Franje Ksaverskog i biskupom od Lescara, ali su taj i drugi diplomatski pokušaji bili od slabe koristi. : 21 Luj XII. žudio je za teritorijima Albretsa i sazvao Sabor u Toulouseu, gdje su njegove ambicije uobličene u ukaz o zapljeni. Kada su Sabor Navare (tri države) i Béarna bili suočeni s mogućnošću francuskog osvajanja godine 1510., proglašena je vojna mobilizacija i izglasan je zakon o stvaranju Béarnsko-Navarske konfederacije osiguravajući trajnu zajedničku obranu odredba protiv bilo kakvih vanjskih napada. Ferdinand II. je čekao i gledao, zabilježio njihove strahove, i opet tražio saveznike za svoje planove u navareškoj stranci Beaumont stranci. : 21, 87
No, u ljeto 1510. međunarodnoj sceni izbio je oštar zaokret u talijanskim ratovima. Papa Julije II. bio je jedan od najambicioznijih papa tog doba. On je proglasio „Svetu ligu“  protiv Venecije godine 1508. i uspješno je porazio. Nekad saveznice Papinska država i Francuska ušle su međusobno u rat, a Julije II. proglasio novu „Svetu ligu“ protiv Francuske 4. kolovoza 1511. nakon stavljanja na stranu kralja Ferdinanda u francusko-španjolskoj borbi za vlast u Italiji. Navara se odbila pridružiti i zadržavala je neutralnost u drhtavoj ravnoteži. Međutim,  Ferdinand II. je objavio rat Francuskoj u ožujku 1512. Samo mjesec dana kasnije, Gaston Foix je umro, pa je tako potpuni zahtjev za prekopirinejske teritorije Albretsa pao u ruke Ferdinandove supruge Germaine od Foixa.
Kralj Luj je tada počeo pokazivati pomirljivi ton s kraljicom Katarinom i kraljem Ivanom III., priznavajući odustajanje od svojih teritorijalnih zahtjeva. Katarina i Ivan III. nastavili su pregovore i s Ferdinandom, koji je ispreplitao prijedloge, pritiske i prijetnje sa stvarnom kretanju vojnika ispred vanjskih granica Navare. :. 23. veljače 1512. Ferdinand se udružio s Engleskom u pokretu koji je doveo do hitre vojne intervencije u francuskom kraljevskom teritoriju Guyenne, današnja regija Akvitanije, ali je jedva mogao prikriti svoje namjere da na neodređeno vrijeme zauzme nezgodno kraljevstvo za svoje ambicije.:. 18 Navareške vlasti su dogovarale obranu Navare, dok je Ferdinand osmišljavao plan napada na kraljevstvo, uključujući i propagandnu shemu u kojoj će Navara biti označena kao heretična zemlja papinskom bulom Julija II. : 23 U tu svrhu, kastiljanski diplomati su mjesecima pregovarali s Rimom.: 18

## Kastilsko-arangonska invazija iz 1512.

### Napad na Navaru
U lipnju 1512., nastala je napetost kad je Sveta Liga službeno zatražila slanje engleskih i kastiljanskih vojnika kroz Navaru u Francusku. Istodobno navareško diplomatsko izaslanstvo je poslano u Francusku održavši rundu pregovora s Lujom XII. koja je trajala mjesec dana, dok je Ferdinand prijetio da će prijeći granicu, ako se ne postigne sporazum. Razgovori su doveli do 4. Ugovora iz Bloisa 18. srpnja 1512., koji predviđa uzajamnu pomoć za održavanje neutralnosti Navare, a obraća i pozornost na predstojeću englesku prijetnju Francuskoj nakon iskrcavanja u Hondarribiji, Gipuskoa (na granici baskijskog teritorija podložnog feudalni Kruni Kastilje ) :. 23, 88-91 Sutradan je Ferdinand poslao svoje trupe preko granice Alave u Navaru, pod zapovjedništvom generala Don Fadriquea de Toleda, vojvode od Albe, koji je sudjelovao u osvajanju Granade (1492.) Međutim, do tog vremena gipuskoanske paravojske su provalile u Navaru sa sjeverozapada i zauzele Goizuetu, naselje i utvrdu na granici s Gipuskoom (10. srpnja 1512 ) :. 17
U nekoliko dana kastiljanski vojnici su napredovali bez otpora do periferija Pamplone, gdje je Ferdinandov saveznik grof Ivan Beaumont bio domaćin napadačkim vojnicima u svom utvrđenom dvorcu Arazuri. Jurišne trupe ekspedicije imale su 6.000 veterana, ali je cijela karavana uključujući zaštitnicu iznosila 15.000. Stanovništvo Pamplone nije prelazilo 10.000 stanovnika. Katarina i Ivan III. ostavio otišli su za Tudelu/Tuteru u potrazi za vojnicima među vjernim velikašima, ali su uspjeli dobiti samo 500  :. 18 Pod navalom daleko brojnije španjolske ekspedicije, lojalisti su skrenuli na istok do Lumbiera (Irunberri), i prema Donjoj Navari. Katarina, Ivan III. i njihovi vojnici povukli su se Orthez u Béarnu.
Obrambeni zidovi Pamplone bili su krhki, a opasnost od pljačke koju je proglasio vojvoda od Albe nadvila se nad gradom. S obzirom na povlačenje kraljevske obitelji u Lumbier, lokalne su se vlasti predale 25. srpnja 1512. Bez odgađanja, Kastilijanci su poslali glasnike po glavnim utvrdama diljem širom Navare sa zahtjevom da slijede taj primjer. Većina njih se predala, osim Amaiura (Baztan), Estelle-Lizarre, Tudele i St-Jean-Pied-de-Port. :21 - 22 Od vlasti u Pamploni se zahtijevala prisega na odanost Ferdinandu, ali su oni tvrdili da ne mogu mogli zato što su već prisegnuli na odanost kralju Ivanu III., svom prirodnom gospodaru koji je bio živ. Španjolski kralj je tvrdio da je on kralj Navare de jure propio(kasni kolovoz 1512.)
Tudela opet je bila pod opsadom i opirala se aragonskim pritiscima pod vodstvom Alfonsa od Aragona, nezakonitog sina Ferdinanda II.,  i nadbiskupa od Zaragoze, koji je zapovijedao vojskom od 3000 pješaka i 300 konjanika :. 29 Odlučna odanost lokalnih vlasti kruni Navare krunu nije mogao sakriti svoj nizak moral na račun Papina bule i beznadnost njihovog otpora. Predali su se 9. rujna 1512., kako bi se izbjegle daljnje pljačke i po gradu i uzaludno krvoproliće. Alfonso je prisegnuo taj dan da će poštovati navareške zakone po uputama svog oca Ferdinanda. :30 – 31
Do kraja kolovoza 1512. gotovo sva Iberijska Navara je bio pod španjolskim utjecajem. Vojvoda od Albe, zapovijedajući snagom od 3000 pješaka i 300 konjanika podržanih s 400 topnika, zauzeo je pirinejske doline Aezkoa, Salazar, i Roncal, a preuzeo je prelaze na sjeveru, zauzevši kapelu Roncevalles na iznenađenje i zapalivši selo. Kastilijske snage predvođene brigadirom Villalbom (ili knezom Martinom od Ursue Beaumont stranke, ovisno o izvorima) stigle su u St-Jean-Pied-de-Port 10. rujna 1512 samo da bi otkrile da je njegova posada pod knezom Miossensom (Albretom) bila napustila uporište  :. 43 Nezadovoljne s preuzimanjem položaja i grada, kastiljanske snage su započele s pljačkom, paležom i širenjem terora po selima Donje Navare, taktikom koju je kastiljanski zapovjednik pokušao opravdati u svojim pismima. Katolička Crkva je, čini se, odobravala porobljavanja i ponižavanja navareških stanovnika.:44
Kastilijanci su zahtijevali podređivanje svih kneževa u Donjoj Navari (Ultrapuertos, Deça-Ports), dok je vojvoda od Albe naredio rušenje svih tornjeva u području. Voćnjaci u području St-Jean-Pied-de-Port ( Donibane Garazi) su posječeni, ostavljajući lokalno stanovništvo u borbi za opstanak  :. 44. U tom trenutku, Ferdinand je zahtijevao kapitulaciju Katarine i Ivana III., ali je ponudio pregovare oko njihova zadržavanja na prijestolju, uz uvjet da pošalju svog nasljednika Henrika na odgoj na dvor Kastilije. Taj prijedlog je odbijen.
U međuvremenu francuska vojska je bila stacionirana u Bajoni (Guyenne) pazeći na moguće engleske ili kastilske poteze na terenu. Ferdinand se još uvijek držao plana o napadu Guyenne, dom i Albretsovih posjeda i francuskih kraljevskih zemalja, ili barem Bajonu, stratešku luku za Navaru. Međutim, vrijeme je istjecalo za Kastilijance u Donjoj Navari, s nedostacima hrane, pomagala i u nepovoljnim vremenskim uvjetima. Nezadovoljni veterani u St-Jean-Pied-de-Port, njih oko 1000, su se pobunili, ali su uspjeli ispregovarati s vojvodom od Albe njihovo uklanjanje u manje neprijateljsku zaštitnicu od Burguia i Salazara i tako prekinuli pobunu. :. 47-48

### Navareški protunapad
Do sredine listopada Ivan III. je podigao vojsku od 15.000 ljudi iz Navare, Gaskonje i švicarskih plaćenika (landsknechts) spreman na protunapad. Tri stupa su napredovala u Gipuskou i u srce Navare. Prvo su opsjedali Hondarribiju i Donostiju, i zauzeli određeni broj manjih gradova na području kako bi preusmjerili pozornost Kastilijanaca koji su opsjedali Pamplonu. Do tada, umorni od nepouzdanih namjera Ferdinanda II., Englezi su odlučili napustiti poprište ratovanja i vratiti se u Englesku nakon pljačkanja nekoliko sela i gradova (Errenteria)  :. 48 Druga ekspedicija pod zapovjedništvom vojvode od Longuevillea bila je sastavljena od 8.000 Gaskonaca, 1000 Navareza, 1500 landsknecths i odgovarajućeg topništva. Ona je krenula iz Peyrehorade, susrela se s Kastilijancima Ainhizeu i pobijedila ih 19. listopada 2012.:.49
Treći stup je prešao Pireneje iz Roncalesa (Erronkari) i dosegao Burgui. Bojeći se prekida svoje komunikacijske linije s Pamplonom, vojvoda od Albe povukao se u glavni grad, ali ne prije nego što je ostavio dobro opremljen odred u St-Jean-Pied-de-Portu. Navareška kolona je napredovala prema jugu, preko Pirineja iz Salazara prema Pamploni. Na vijest o dolasku navareške vojske, Estella-Lizarra i tvrđava Monjardin pored pobunili su se protiv okupatora :.38. 
U Estelli-Lizarri, pobunjenici na čelu s Ivanom Ramirez de Baquedano i Jaime Velaz de Medrano ubrzo su se suprotstavili snagama Petra Beaumonta, podržanog od strane kastilijanaca vojvode od Najere i markiza od Comaresa. Navareški lideri zauzeli su zadnji položaj kod tvrđave Monjardin, ali je na kraju potpisana kapitulacija.  :. 39 Pothvat u Pamploni je trajao mjesec dana, ali dolazak zime i novih pojačanja iz Kastilje osujetili su bilo kakve izglede za uspješno zaključenje operacije. Lojalisti su se povukli a kastiljanske trupe su napravile svoj put natrag preko Pirineja u St-Jean-Pied-de-Port i Donju Navaru, držeći kontrolu nad položajom, ali sudjelujući u redovitim okršaja s knezom od Luxea (Lukuze) iz stranke Beaumont.
Dana 7. prosinca 1512, odred desetkovanih navareških landsknechts u povlačenju je čuvao dvanaest topova kod prolaza Belate, kad su naišli na ophodnju na čelu s guvernerom Gipuzkoe Juanom de Silvom. Gipuskonska paravojska je napala landsknechts, koji su se povukli u neredu, bili gonjeni i uglavnom pobijeni. Okršaj je kasnije preuveličan u bitku širokih razmjera, a topovi zaplijenjeni u bitci su dodani 1513. na službeni grb Gipuskoe.  : 54

### Ponovna španjolska okupacija i naknadna događanja
Od prosinca 1512., sukob je bio ograničen na St-ean-Pied-de-Port i njegovo zaleđe, još uvijek okupirano. Gore spomenuti Diego Fernandez de Córdoba je imenovan prvim potkraljem Navare, a od 13. – 23. ožujka 1513. Sabor Navare, uvelike smanjen na predstavnike stranke Beaumount koji su stali uz kastiljansko osvajanje, bio je sazvan i prihvatio Ferdinanda kao svog "prirodnog gospodara i kralja." Ferdinand je za uzvrat pristao zadržati navareške institucije i identitet. U isto vrijeme, prvi potkralj Kastilje, Diego Fernández de Córdoba, položio je prisegu da će poštovati navareške zakone (fuerose) :. 36
U početku kraljevstvo je bilo pridano Ferdinandu, dakle, kruni Aragona – kao štečeno dobro, pozivajući se na papine bule. Aragon je bio pirinejsko kraljevstvo carstvo slično konfederalnim institucionalnim tvorevinama, za razliku od autoritarne Kastilije, ali je kasnije je pritisak prešao u korist prenošenje Navare kastiljanske kraljice Izabele, kćeri Ivane Kastilske i pripojenju baskijskog kraljevstva Kastilji 1515. :35 – 41 Aneksija je potvrđena nakon polaganja zakletve da će se poštovati navareški zakoni i ustanove (pactum subjectionis), jer je to bila volja Ferdinanda II. Sabor Burgosa  (11. lipnja 1515.) nisu pohodili nikakvi navareški predstavnici. Čak je i navareški grof od Lerina, Louis od Beaumonta, Ferdinandov suučesnik do tog trenutka, prosvjedovao ovom pripojenju Kastilji i bio zatvoren.
Bez obzira na formalne zahtjeve oko zakletve, oba kraljevstva su imala različite institucionalne i pravne sustave i prilično različit društveni i etnički sastav. Nakon što su kastilska i aragonska vojska zauzele sva uporišta, utrto je tlo za progresivno institucionalno preuzimanje obilježeno centralizmom španjolsko-kastiljanske krune, izvor čestih trvenja i napetosti. 1513. i 1514. bile su u znaku kastilske vojnom kontrole Navare, s diplomatom i piscem  Machiavellijem koji je predviđao brzi i laki dogovor Ferdinanda II. s Francuskom "oko jedinog uvjeta za zadržavanje Navare, odustajanja od Milanskog vojvodstva zbog blizine blizine Helvećana". : 32

## Izgradnja slučaja za osvajanje
Ferdinand je pokazivao duboku zabrinutost oko prikaza svoje vojne intervencije bez pravne osnove. On je brzo naručio izvješće kvalificiranih pravnih stručnjaka  Antonija de Nebrije i Juana Lopeza de Palacios Rubiosa kako bi opravdao svoje postupke širokom lepezom svojih prava na teritorije baskijskog kraljevstva. : 26 Tijekom sljedećih desetljeća i stoljeća izvješća su postala uvjerljiva referenca u slučaju rasprava o (ne)moralnosti španjolskog osvajanja Navare. U svakom slučaju, oba učenjaka su djelovali kao sluge svojih gospodara kralja Ferdinanda II. i vojvode od Albe kada su prihvatili ovaj propagandni zadatak, kako je istaknuo povjesničar Alfredo Floristan :. 49 López de Palacios će dizajnirati kasnije doktrinu opravdavanja za osvajanje Zapadne Indije.
Krajem kolovoza 1512. kada je postignuto osvajanje srca Navare, Ferdinand je objavio priopćenje braneći svoje pravo napada na Francusku preko Navare prema iure im belli ili "pravu rata" što je proglasila Rimska crkva godine 1511. : 27 S Pamplonom u rukama i kraljevskom obitelji u Béarnu, Ferdinand je to koristio ovaj dobitak na terenu kako bi dodatno opravdao svoja potraživanja nad kraljevstvom Navare, inzistirajući na svom pravu kralja Navare de iure propio.
Druga tvrdnja se pozivala na tzv. "pravo puta" preko Navare za postizanje vojnih ciljeve u Guyenne, uz potporu Ferdinandovog "božanskog i prirodnog prava". Osim toga, Ferdinand bi "vodio računa o međunarodnim ugovorima", što bi dopuštalo napad na Navaru kako bi pomogao svom savezniku Engleskoj:28 Pored toga, svojstvena argumentacija sastojala se od tvrdnje da je navareška dinastija koju je osnovao Eneko Aritza (824 - .. 851.)  uzurpacija prijestolja koje je trebalo pripasti Kastiliji, navodnom nasljedniku vizigotskog kraljevstva (preko Kraljevine Asturije), nositelja mandata rimskog cara Honorija u Hispaniji : 28 Konačno, Ferdinand je izrekao niz zahtjeva za navareško prijestolje vezanih za njegov brak s Germaine od Foix, i svoga oca, Ivana II. od Aragona.
Ferdinand je bio obaviješten od strane špijuna oko napretka u pregovorima između navareških diplomata i Luja XII. u Bloisu. Uoči početka invazije, 17. srpnja 1512., Ferdinand je krivotvorio nacrt ugovora iz Bloisa (potpisan 18. srpnja) i dao ga raširiti.:. 19 Papinska presuda Pastor Ille Caelestis izdana je 21. srpnja, samo 3 dana nakon početka invazije, ovlašćujući vođenje rata protiv crkvenih neprijatelja i pravo na udio njihovih posjeda pod uvjetom da se nalaze izvan Italije, što će se primjenjivati na Luja XII. Francuskog i "heretičku" krunu Navare. Ova odredba je upisana na nagovor samog Ferdinanda u prosincu 1511. : 23
5. lipnja 1512, Ferdinand je uputio pismo papi Juliju II. pozivajući ga da izda bulu o izopćenju "svakog u kraljevini Navari i Kneževini Béarn" te da mu dodjeli Navaru, ili u nedostatku toga, pravo da je preuzme, i pozivajući se na papine vlastite interese u Španjolskoj ("Trebate samo svitak i tintu", dodao je on) :. 23 7. lipnja 1512. španjolski kralj je uputio još jedan dopis svom veleposlaniku u Rimu pozivajući ga na osiguravanje bule što je prije moguće, jer "naša vojska i topništvo spremni" su napasti Navaru :. 23
Međutim, navareška kruna nije navedena izričito u buli Pastor Ille Caelestis. Ponavljajući Ferdinandovu tvrdnju krajem kolovoza 1512. bula  Exigit Contumatium je izdana pola godine kasnije (18. veljače 1513.) Ovaj put Katarina I. i Ivan III su označeni kao razdornici vjere i stoga nedostojni nositelja kraljevskog naslova, namećući im izopćenje i oduzimanje svih posjeda : 24 Prisutni članovi sjednice Sabora Navare održanog u Pamploni na 13. – 24. ožujka 1513. prihvatili su Ferdinanda II. kao kralja.
Unatoč svoj papinskoj podršci za svoje postupke, Ferdinanda (i njegove nasljednike) progonile su optužbe za uzurpaciju i tiraniju, i to je ostavilo traga u status Navare nakon invazije. Španjolski kralj napravio sve potrebne mjere kako bi predstavio invaziju kao puku dinastičku promjenu, pokušavajući prikriti činjenicu vojnog zauzimanja. Unatoč činjenici da je Navara smatrana "zarađenim dobrom" za slobodno raspolaganje Ferdinandu, primijenjeni su određeni ustupci - davanjem prisege za poštovanje navarskih zakona i identiteta. Navara nije bila poput Granade, koja se smatrala ne samo legitimnim osvajanjem po rimskim kršćanskim standardima, već i "nanovo osvojenim" vizigotskim kraljevstvom. :. 48. S druge strane, Navara je smatrana starokršćanskim kraljevstvom, sa svjetovnim institucijama i ukorijenjenom identifikacijom stanovništva s domaćim društvenim poretkom. :. 34  Prior tempore, potior iure, ili "ranije u vremenu, jači u pravu", kraljevstvo je bilo jače od same krune.

## Pokušaj preotimanja godine 1516.
Do 1516. Ferdinand bio je mrtav, a njegov šesnaestogodišnji unuk po Isabeli, Karl od Ghenta, je uzašao na prijestolje i Kastilije i Aragona. Međutim, godine 1516. on je još uvijek živio u Burgundskoj Nizozemskoj. Ivan III. od Navare je tu vidio priliku za rekonkvistu iberijske Navare. Kralj podigao vojsku u Sauveterre-de-Béarn sastavljenu od dva stupca, jedan po zapovijedništvom njega samog i drugi pod Petrom, maršalom Navare.  :. 49 Mala vojska je težila doseći Sangüesu i Lumbier, i tamo potaknuti ustanak protiv Kastilijanaca.
Prva kolona na čelu s Ivanom III. nije uspjela doći za pete kastiljanskog garnizona koji je zauzimao St-Jean-Pied-de-Port, dok ni drugi nije bilo sretniji. Petar je napredovao prema Roncevallesu 12. ožujka 1516., ali je kardinal Cisneros bio obaviješten o navareškim namjerama i imao pukovnika Villalbu koji ga je čekao kod Roncevallesa. Petar je pak odlučio izbjeći Roncevalles pošavši prema Salazaru i Roncalu, ali vrijeme i slabe simpatije stanovništva tog područja (osim u Roncalu) srozali su postrojbu od 600 ljudi.:.60 Postrojba je bila uvučena u borbu i poražena od pukovnika Villalbe u blizini Isabe, u dolini Roncal, a borci su postali zarobljenici. Petar je ubijen godinu dana kasnije, dok je bio u pritvoru u Simancasu, današnja pokrajina Valladolid (što je predstavljeno kao samoubojstvo).
Među zarobljenim bilo je nekoliko knezova, uključujući i Valentina od Jasoa, rođaka Franje Ksaverskoga. Zatvorenici su provedeni na Atienzu (Kastilija) i držani u teškim okovima s ograničenom komunikacijom, grad je stavljen pod ekstremne mjere sigurnosti. Navarezima nije bio dozvoljen ulaz u grad a bilo koji stanovnik koji je ugostio Navareza ili nije prijavio njihovu prisutnost izlagao se globi od 1000 - maravedi i dvogodišnjoj kazni zatvora. Preživjelih 7 navareških kneževa iz stranke Agramont je na kraju pušteno uz prihvaćanje podložnosti, ali svi su se oni pridružili francusko-navarskoj ekspediciji pod zapovijedanjema generala Asparrose.  : 62
Pokušaj rekonkviste nije uspio, a 14. kolovoza 1516. potpisan je sporazum iz Noyona između francuskog kralja Franje I., imenovanog kao "najkršćanskiji", i kralja Karla V., pod nazivom "katolički", u kojoj se Karlo slaže u kontekstu šireg sporazum da će preispitati svoja prava oko Kraljevine Navare i saslušati izaslanike kraljice Katarine. Međutim, francusko-španjolske tenzije su ponovno izašle na vidjelo, Katarina je umrla početkom 1517. te Navari navedene odredbe u ugovoru vezane za Navaru nikada nisu izvršene. :.66 Ipak pregovori su se nastavili između navareških diplomata i Karla V. kako bi postigli dogovor oko braka između Karlove sestre Eleonore i novog kralja Navare Henrika II. U tom kontekstu, Sabor Navare u Pamploni, na kojem su prisustvovali samo članovi stranke Beaumont, zahtijevao ponovno pripajanje (Gornje) Navare "Priobalnoj Navari",:26 baskijskom okrugu poznatom kao Biskaja sve do početka 19. stoljeća.
Španjolski kardinal Cisneros je nastupao kao regent za nedavno proglašenog cara Karla. Kao takav, te godine je odredio rušenje svih navareških dvoraca kako bi se izbjegao bilo kakav otpor :. 66 I ne samo to, istaknute osobe u Navari koje su ustale za navarske vladare bile su zatočeni u Atienzi ili prisiljeni na progonstvo. "Podjarmljivanja i ograničavajuće mjere bile su uvedene kako se nitko u tom kraljevstvu" (po riječima kardinala Cisnerosa) ne bi usudio pobuniti. : 66
Oponašajući kraljevsku odluku iz Kastilje godine 1502. španjolske carske vlasti odlučile su prisilno obratiti ili protjerati navarske muslimane nastanjene u Tudeli i oko nje, najvjerojatnije 1. svibnja 1516. Međutim, oko 1516. mnogi od njih su emigrirali zbog nameta koji su trajali već desetljećima. Muslimansko stanovništvo je nastavilo napuštati Navaru do 1520., a mnogi od njih su se nastanili u Aragonu, gdje su našli privremeni zaklon do njihova protjerivanja 1526. : 47
Institucionalni okvir Navare je očuvan nakon invazije 1512. Nakon što je Ferdinand II. umro u siječnju, Sabor Navare okupljen u Pamploni, pozvao je Karla V. (u dobi od 16 godina) na krunidbenu svečanosti u gradu, prema običaju, ali izaslanici Sabora su se susreli s carevom posvemašnjom ravnodušnosti, ako ne i prezirom. On je odbio prisustvovati bilo kakvoj svečanosti odgovorivši kratko "recimo da sam sretan i [proglašavanje prijedloga] mi se sviđa." Na kraju se Sabor sastao 1517. bez Karla V. kojeg je zastupao vojvoda od Najere izrekavši niz obećanja male vjerojatnosti, a saborska nomenklatura je nastavila gomilati pritužbe i zahtjeve za naknadu štete caru, u ukupnom iznosu od 67- drugi potkralj Navare Fadrique de Acuña svrgnut je 1515. vjerojatno zbog pristajanja na slanje pritužbi. :39-40 Kontradikcije vezane za spomen careve nepostojeće prisege iz 1516. ukazuju na suvremenu manipulaciju s dokumentima.

## Francusko-navareški pohod iz 1521.
Od 1520. – 1521., Kastilija bila zaokupljena pobunom Comunerosa. Kruna Aragona je također imala gospodarskih teškoća, kao i pobunu bratovština. Kao rezultat toga, Španjolska je za francuskog kralja Franju I. bila zrela meta.  U međuvremenu, mladi kralj Henrik II. od Navare, sa sjedištem u svojim domenama u Béarnu, vidio je tu put za vraćanje Navare  :. 81 Koristeći savez s Francuskom, Henrik je počeo podizati vojsku od 12.000 vojnika, uglavnom Gaskonaca i navarskih prognanika, kako bi preoteo Gornju Navaru okupiranu od strane Španjolaca. Velika francusko-navareška vojska pod zapovjedništvom generala Asparrose (ili Esparrea) prešla je Pirineje. Imala je točno 12.000 pješaka, 800 vitezova i 29 topa.
Kastiljanski potkralj Navare, Antonio Manrique de Lara, 2. vojvoda od Najere,  uhvaćen je bez straže. Vojvoda je imao odgovornost za čuvanje navarskih posjeda osvojenih 1512., ali on je preselio većinu svojih vojnika iz Navare kako bi suzbio seljačke bune i pljačke po svom rodnom području u Kastilji, u kontekstu pobune Comunerosa. Velik dio njegova topništva i drugih postrojbi, otišao je u Kastilju u borbu protiv organizirane comunero vojske. Glasine su obilovale vijestima o "francuskoj" invaziji, s bivšim comunero plemićem Pedrom Gironom koji je upozoravao na predstojeću invaziju u travnju 1521.
Ljuti na kastiljansko preuzimanje crkvenih, administrativnih i pravosudnih institucija u Navari, Navarezi su brzo ustali diljem Navare u potporu Henriku II. i dinastiji Albret čuvši vijest o ekspediciji Henrika II. Nastajali su dobrovoljni odredi u mnogim mjestima kako bi izbacili Kastilijance. :81 -82 Kako je sila prilazila Pamploni, građani su se pobunili i opsjedali kastiljanskog vojnog upravitelja, Iñiga de Loyolu, u njegovom novoizgrađenom dvorcu. Garnizon se predao nakon nekoliko dana otpora krajem svibnja 1521. U manje od tri tjedna, sva Navara je bila ponovno osvojena:. 352
Ipak, nije bilo sve riješeno. Odsutnost mladog kralja Henrika II. bila je uznemirujuća za stanovništvo. Osim toga, francuski general se odnosio prema Navari kao osvojenoj zemlji, što je izazvalo da su se neki počeli pitati želi li francuski kralj Franjo teritorij za sebe. Francusko-navareška vojska se zatim preselila iz prijateljskom teritorija u Kastiliju, prelazeći Ebro i opsjedajući pogranični grad Logroño, gdje je bio stacioniran grof Lerin s 4.000 vojnika. Ovdje je vojska pod zapovjedništvom Asparrose naišla na prvi ozbiljan otpor.:. 353
Nažalost po kralja Navare i Francuze, ustanak comunerosa bio slomljen u bitci kod Villalare u travnju te godine. Sada, ne samo da je kastiljanska Vlada bila u mogućnosti poslati svoje vojnike kao odgovor, već je i veliki broj kastilskih plemića koji su podržavali comunerose ili balansirali između strana sada vidio priliku za dokazati svoju odanost Kruni Kastilje. Mnogi bivši pobunjeni gradovi također su poslali svoje vojnike u Navaru. Potpomognuta iznenada ujedinjenom Kastilijom,ogromna vojska od 30.000 ljudi prilazi Navari za ponovno zauzimanje. :.68 Dana 11. lipnja, Asparrosa je prekinuo svoju opsadu Logroña i povukao se natrag u Tiebas, u Navari. Asparrosa je očajnički tražio pojačanja iz Béarna, ali Henrik II. je odbio zahtjev, vjerojatno ne želeći riskirati šaljući ih u bitku koja je vjerojatno već bila izgubljena.:. 353
U blizini Pamplone, Francuzi (Gaskonjci) i Navarezi bili su potpunosti su poraženi u bitci kod Esquíroza (Noain) 30. lipnja 1521. Francusko-navareške snage nisu imale dovoljno topništva za obranu, te su brojčano bile dvostruko manje. Francuski i navareški gubici bili su više od 6000 mrtvih, a general Asparrosa je bio zarobljen, : 353 i pušten u zamjenu za otkupninu od 10500 dukata i predaju Pamplone. Kastiljanski ljudski gubitci bili su samo 50 do 300 smrtnih slučajeva. Pobjedu trupa Karla I. slijedila je okupacija u kojem su poraženi bili predmet zlostavljanja, pljački, marginalizacije i egzila.:85 Novi scenarij širio je očaj među mnogim Navarezima, a mnogi knezovi se prigodno opredjeljuju za prebacivanje na stranu pobjednika  :. 85. Kastilijanci nisu popuštali i nastavili su slati pojačanja na područje jer su Karlo V. i Francuska nastavili ratovati diljem Europe.

## Hondarribia i posljednji položaj kod Amaiura
S još uvijek svježim odjecima poraza u Noainu, kraljevi Henrik II. od Navare i Franjo I. od Francuske ponovo su se udružilo kako bi uzvratili udarac, ovaj put na sjevernim rubovima Navare-vjerojatno očekujući da će Španjolci biti izmoreni od nemilosrdnog rata i financijski uništeni. Krajem rujna 1521., francusko-navarska ekspedicija se podijelila u dva stupca i napredovala prema Bidasoi. Prvi stupac, sastavljena od Navareza iz stranke Agramont, Normana i Gaskonaca, nalazio se u Lapurdiji (francuskom kraljevskom teritoriju), dok je drugi, sastavljen od njemačkog, gaskonskog i normanskog pješaštva, krenuo iz St-Jean-Pied-de-Port - tada u rukama vojnika lojalnih Henriku II. Ukupno su to bile snage od 27.000 vojnika pod zapovjedništvom Guillaume Gouffier, kneza de Bonnivet  :. 95 Većina vojnika nisu bili Francuzi već odrasli na posjedima dinastije Foix - Albret. Nakon preuzimanja Roncala, druga kolona je krenula prema zapadu duž Pireneja i osvojila Roncevalles.
Francusko-navareška sila se približila utvrdi Amaiur (Baztan, sjeverna Navara), opsjedajući tvrđavu koju su Kastilijanci upravo naoružali. Na kraju 3. listopada 1521. Kastilijanci su kapitulirali u zamjenu za svoje živote i otvoren putu natrag u Kastiliji. Tako je učinjeno, a tvrđava je bila zarobljena. Vojnici na čelu s Guillaumea Gouffiera tada su krenuli u Lapurdiju i na Behobiju, zauzevši utvrdu Urantzu i nastavljajući prema obalnom uporištu Hondarribiji (Fuenterrabía, Fontarabie) na rubu Gipuskoe. Uporište je zauzeto 12. listopada 1521. (drugi izvori ukazuju na 6. listopada)  :. 96 : 354 Francusko-navareške snage držale su područje od Belatea do ušća rijeke Bidasoa, ali mir nije dugo trajao.
Od svibnja 1522., uz Karla V. u Pamploni, španjolske snage počele su prikupljati sredstva i snage potrebne za napad. U srpnju 1522. s Amaiurom koji je trabao pasti, car se iskrcao u Santanderu i doveo 4.000 landsknechts. Mnogi Baski iz Biskaje, Gipuskoe, Alave, pa čak i Navare pristupili su Karlovima snagama u tom nastojanju, kao i Aragonci. Uoči kastilijanskog pohoda u Bidasou, kombinacije gipuskoanske paravojske i 1000 vojnika landsknechts kao pojačanjem uplelo se u bitku s francusko-navarskim snagama (Baskima iz Lapurdije i landsknechts) kod tvrđave Urantzu u slavnom bitci kod San Marciala. Carske (kastilske) snage su tu izašle kao pobjednicii zauzeli položaj 30. lipnja 1522.
Dok je Karlo V. pravio vojne aranžmane, habsburški car je izdao i ukaz o oprostu ciljajući na prognane članove stranke Agramont lojalne Henriku II., ne bez znatnog broja iznimaka. Karlo V. je izgleda slijedio taktiku Ferdinanda II., (djelomično) pomilovanje isprepleteno s izravnom represijom, poput odredbe o rušenju preostalih agramontskih utvrda u Navari, pored stavljanja Agramontskih vođa lojalnih kralju Henriku II. na suđenje za lese - majesté djela.
Dana 4. srpnja 1522. jaka kastiljanska ekspedicija od 7000 ljudi se uputila iz Pamplone, a do 15. srpnja stigli su u Amaiur. Utvrdu je branilo 200 navareških vitezova odanih Henriku II. kojima je zapovijedao Jaime Velaz de Medrano, pobunjenik iz Estelle-Lizarre godine 1512. Međutim, branitelji su bili nadjačani te u konačnici pali u ruke grofa od Mirande 19. srpnja 1522. :. 97 Na mjestu gdje je stajala tvrđava sada stoji komemorativni monolit. Nakon kapitulacije Amaiura izdane su drastične naredbe kastiljanskog biskupa od Pamplone Juana de Rena (rođenog u Mlecima) da se sruši tvrđava i broj kuća u vlasništvu simpatizera stranke Agramont, kao i spaljivanje opatije Urdazubi.  : 97 Kastilijanci su zatim nastavili širiti teror po susjednoj Donjoj Navari.
39 preživjelih navarskih knezova iz Amaiura su dovedeni u Pamplonu i držani u zatočeništvu u tvrđavi sv. Nikole. Osim gore navedenog Jaime Velez de Medrana, tu je bio i i Miguel de Jaso, knez Xabiera i najstariji brat Franje Ksaverskog. Oni su bili zatočeni u Pamploni, a Jaime i njegov sin su otrovani. Miguel uspio pobjeći odjeven u žensku odjeću, i požurio se pridružiti svom bratu Ivanu i francusko-navareškim snagama u Hondarribiji koje su imale 3.000 branitelja - 1000 Navareza i 2000 Francuza. Osim gore navedenog Guillauma Gouffiera, vojna sila je imala Clauda Lorraina kao jednog od zapovjednika.
Na vrhuncu Franjinog i Henrikovog pohoda, Henrik je donio odluku visoke simbolične vrijednosti: sazvao je Sabor Navare u Saint-Palais (Donapaleu), prisegnuo da će poštovati navarske zakone zakone (fuerose), i reorganizirati navarsku upravu u skladu sa stvarnom teritorijalnom kontrolom. Karlo V.  jeosjećao da se njegovom autoritetu u Navari prkosi, i osmislio plan kako ukrotiti kraljeve Henrika II. i Franju, i suzbiti sav navareški otpor. Njegov ambiciozni plan bio je usmjeren na invaziju Donje Navare, Toulousea, Strasbourga i Hondarribije nakon osvajanja Amaiura.  : 104
Potkralj Aragona napredovao je prema Oloronu u Béarnu i opkolio grad, dok vojska princa Oranje Philiberta od Chalon, međutim, nije uspjela zauzeti Bajonu. Frustriran zbog svog neuspjeha, na svom povlačenju prema jugu Philibert je devastirao Ustaritz te opljačkao Biarritz i St-Jean-de-Luz (Donibane Lohizune). Ostali gradovi i sela u unutrašnjosti omotani u navarsko-bearnsku granicu pretrpjeli su ozbiljne štete u ljudstvu i imovini. Na kraju, carske su snage usredotočile svu svoju snagu na zauzimanje Hondarribijeu. 15. prosinca 1523., Karlo V. je izdao novi oprost, ovaj put uključujući i većinu od navareških vođa iz stranke Agramont, osim za 152 ugledne osobe, od kojih su se neke i dalje borili u Hondarribiji. :. 69
Bitka kod Fuenterrabije (Hondarribije) će trajati do travnja 1524. 29. veljače 1524. navarske snage pod zapovjedništvom Petra od Navare kapitulirale su pred vrhovnim zapovjednikom od Gipuskoe Iñigom Fernandezom de Velasco, njegovim stricem. Oni su obećali povrat njihove imovine, ali tek nakon što su prisegnuli na vjernost Karlu V. Konačno, neki od branitelja u položaju, čak su dodijeljeni u različite položaje u monarhiji Karla V., ali daleko od Navare i posjedi su im djelomično ili potpuno vraćeni - ne bez problema. Ovom predajom navareškem je otporu dan konačni udarac.
Lokalizirani vojni sukobi na kraju su bili ograničeni na južne rubove Donje Navare. Godine 1525., španjolski upad ponovno je potresao Saint-Jean-Pied-de-Port, koji su zatim gotovo Španjolci držali dvije godine, ali godine 1527. knez od Luxea (Lukuzea) i Esteban de Albret, knez od Miossensa ga je preoteo. Osim španjolske predstraže u Luzaideu/Valcarlos regija je napuštena 1528. zbog Karlovog gubitka interesa i teškoća u obrani. Francuski gubitci u širem ratu, s uhićenjem kralja Franje i Henrika II.  u bitci kod Pavije u veljači 1525. zapečatili su podjelu Navare. Dok se Henrik II. uspio osloboditi iz zatvora, Sporazumom iz Madrida 1. siječnja 1526.  i Sporazumom iz Cambraya. (1529.) potvrđena je španjolska kontrolu nad iberijskom Navarom. Franjo I. se obvezao da će uskratiti pomoć Henriku II. u daljnjim nastojanjima.

## Naknadna događanja i posljedice
Postupno pomilovanja koja je proglasio Karlo V. bile su geste visoke kohezivne vrijednosti za uklapanje Navare u Habsburšku Španjolsku. Također je proglašen i niz pomilovanja kleru koji se udružio s legitimnim vladarima, s prvim pomilovanjem tek nakon invazije 1512. Međutim, nepovjerenje prema lojalnosti Navareza je ostalo na mjestu cijelo vrijeme tijekom 16. stoljeća dok su postojali reformisti i neovisna Navara sjeverno od Pirineja do apsorpcije u Francusku 1620. Zaplijenjeni posjedi osoba lojalnih Henriku II. počeli su se vraćati, ali postupci su bili prepuni problema, u pratnji neumoljivog pravosudnog progona i primjerenih kazni za čelnike stranke Agramont.
Iako nema svjedočanstava o spaljivanju knjiga, kao što se dogodilo po osvajanju Granade u Oranu (po nalogu kardinala Cisnerosa), nedostaje začuđujuće veliki broj knjiga, evidencija i arhiva vezanih za sudske postupke, računovodstvo, carinu, parlament i sjednice kraljevskog vijeća, kao i imovinski naslovi iz razdoblja prije invazije 1512. (sredina kasnog 15. do početka 16. stoljeća), s evidencijom koja se nastavlja godine 1512. :34 - 35 Zapisi koji se odnose na prethodno razdoblje su izgleda bili donirani španjolskim vladarima ili oduzeti na neki način od novoimenovanih vlasti. Velika većina stanovništva bili su govornici baskijskog jezika i uglavnom nepismeni, oslanjajući se na dvojezične bilježnike koji su mogli pisati na romanskom jeziku (Navareško-aragonskom koji se spojio kastilijanskim) ili latinskom jeziku, ali bio je nametnut uvjet za ponovnim upisom vlasništva naslova pred kastilskim dužnosnicima. U nedostatku registracije, vlasništvo nad nekretninama i posjedima bilo je poništena a roba bila predmet oduzimanja od strane okupatora. :34 - 35
Navara je ostala stanju vojne okupacije najmanje do 1530. :. 71 Sve relevantne pozicije u rukama domaćih službenika u kraljevstvu preuzeli oni imenovani od Kastilijanaca, kao biskupi, potkraljevi i administrativno osoblje kraljevskog tribunala, kraljevsko vijeće, računovodstvena komora (Comptos), i kurija, a da se ne spominje garnizon u Pamploni, : 184 poput onih stacioniranih u drugim gradovima Navare. Na isti način, navareški crkveni ljudi su izopćeni iz opatskih pozicija, : 24, ali ponekad su i lokalni ljudi koji su pokazivali pokorničko ponašanje bili zadržani ili imenovani za dužnosnike.
Od kritičnog razdoblja španjolskog osvajanja, svaki put kad je biskupsko mjesto bilo upražnjeno, bilo Kaptol Pamplone ili kasnije Diputacion bi zatražili imenovanje navarskog biskupa, no bez uspjeha. Na primjer, u bujnom izviješću iz 1539. inzistiralo se na izboru domaćeg klera za crkvene položaje velik broj puta, uz jedan od uvjeta da mogu govoriti baskijski pa će im njihovi podanici biti poslušni, "bog svog podrijetla i zato što baskijski narod, najbrojniji u kraljevstvu, voli kao nijedna druga nacija vlastitu prirodu i jezik." Izvješće je odbijeno bez obrazloženja i imenovan je kastilski biskup. Povjesničar Crkve José Goñi Gaztambide  (Historia de los Obispos de Pamplona, 1985.) je odlučan u svojoj kritici, prozivajući "kastiljansku asimilaciju navarske Crkve na svim razinama", do mjere kolonije. : 72
Navarezi su nastavili okretati oči prema svom (reformističkom) alter egu na sjeveru, neovisnoj Navari s Béarnom na čelu Henrikom II. Navarskim je (kao i Gipuskoa) postala vruća točka za prodor za reformacijskih zamisli već 1521., kada je inkvizicija zaplijenila i spalila nekoliko knjiga. Nametnuta je zabrana njihovog čitanja, pa čak i pisanja ili propovijedanja protiv reformacijske doktrine, kako bi se izbjeglo privlačenje pozornosti na njihove tvrdnje : 71
Godine 1525., nakon dvaju propalih pokušaja rekonkviste Henrika II. (vidi gore), niču prve optužbe za vještičarenje na poticaj diplomata Balanze, člana kraljevskog vijeća i povjerenika za pitanja vještica duž Navare, vlasnika također palače u Unzuéu (baskijski:Untzue,  u središnjem dijelu gornje Navare). U pismima kastiljanskom biskupu od Pamplone Juanu de Reni (vojnom upravitelju koji u stvari nije ni bio zaređen za vjersku funkciju), Balanza tvrdi da postoji "toliko zla" u brojnim dolinama južno od Pireneja-počevši od Salazara i Roncala, do Burguetea (Auritz), Baztana, Bortziriaka, Malerreka (do Pamplone) – smještenog na zaštitnici St-Jean-Pied-de-Porta u Donjoj Navari, i aktivnom bojištu samo nekoliko godina ili mjeseci prije, to "ne bih trebao samo ja biti taj koji je svjestan toga", dodaje on. Nakon njegove istrage i suđenja koja su proizašla (siječanj - kolovoz 1525.), 30-40 ljudi, većinom žena, osuđeni su i živi spaljeni od strane kastilskih vlasti, dok drugi izvori ukazuju na 200. Još 43 njih su oduzeti njihovi posjedi.
Dana 15. kolovoza 1532.,  umrla je sestra kralja Henrika II., Ana od Albreta. Izrazila je u svojoj oporuci želju da se pokopa s roditeljima Katarinom I. i Ivanom III. u Pamploni, kao i prenošenje svojih posjeda kao princeze od Viane svom bratu kralju Henriku II., no želja joj nije bila uslišena. Sumnje oko okupacije Navare nastavile su proganjati Karla V. do smrti, koji je pokušao pronaći kompromis koji bi odgovarao njegovim ambicijama i kraljevima Navare. U tom smislu, on je pokušao da oženiti svog sina i nasljednika Filipa II. očitom nasljednicom kraljevstva Navare Jeanne d'Albret (1539.), naglašavajući njezinu visoko obrazovanje i inteligenciju. Ovi pokušaji u konačnici nisu uspjeli, ali je Karlo V. ostavio upute Filipu II. u svojoj oporuci da vrati Navaru vratiti "po svojoj savjesti" (1548., 1556.) : 27 To se, međutim, nikada nije dogodilo.